# مانداگوه‌دندان
مانداگوه‌دندان (نام علمی: Mandagomphodon) نام یک سرده از تیره اریب‌گذردندانان است.